# Fjädervikt i boxning vid olympiska sommarspelen 2000
Resultat från boxning vid olympiska sommarspelen 2000 och herrarnas fjädervikt. De 28 boxarna vägde under 57kg. Tävlingarna arrangerades i Sydney Convention and Exhibition Center, hallarna 3 och 4.

## Medaljörer
| Klass      | Guld                            | Silver               | Brons                          |
| Fjädervikt | Bekzat Sattarkhanov · Kazakstan | Ricardo Juarez · USA | Kamil Djamaloudinov · Ryssland |
| Fjädervikt | Bekzat Sattarkhanov · Kazakstan | Ricardo Juarez · USA | Tahar Tamsamani · Marocko      |

## Första omgången
| Boxare              | Land       | Resultat | Land       | Boxare               |
| ------------------- | ---------- | -------- | ---------- | -------------------- |
| Bekzat Sattarkhanov | Kazakstan  | 14-5     | Rumänien   | Ovidiu Bobirnat      |
| Jeffrey Mathebula   | Sydafrika  | 10-5     | Algeriet   | Noureddine Medjihoud |
| Valdemir Pereira    | Brasilien  | 8-4      | Australien | James Swan           |
| Ramazan Palyani     | Turkiet    | 5-4      | Pakistan   | Haider Ali           |
| Falk Huste          | Tyskland   | 10-6     | Finland    | Joni Turunen         |
| Ricardo Juarez      | USA        | RSC-3    | Iran       | Bijan Batmani        |
| Tulkunbay Turgunov  | Uzbekistan | 12-3     | Uganda     | Kassim Adam Napa     |
| Somluck Kamsing     | Thailand   | RSC-4    | Colombia   | Andres Ledesma       |
| Yuri Mladenov       | Bulgarien  | 7-4      | Ukraina    | Servin Suleymanov    |
| Yosvani Aguilera    | Kuba       | RSC-3    | Japan      | Hidehiko Tsukamoto   |
| Kamil Djamaloudinov | Ryssland   | 9-5      | Litauen    | Vidas Bičiulaitis    |
| Francisco Bojado    | Mexiko     | RSC-4    | Etiopien   | Yohannes Sheferaw    |

## Andra omgången
| Boxare              | Land      | Resultat | Land       | Boxare             |
| ------------------- | --------- | -------- | ---------- | ------------------ |
| Israel Héctor Perez | Argentina | RSC-2    | Swaziland  | Musa Simelane      |
| Tahar Tamsamani     | Marocko   | 21-14    | Sydkorea   | Park Heung-Min     |
| Bekzat Sattarkhanov | Kazakstan | 16-5     | Sydafrika  | Jeffrey Mathebula  |
| Ramazan Palyani     | Turkiet   | RSC-3    | Brasilien  | Valdemir Pereira   |
| Ricardo Juarez      | USA       | 17-15    | Tyskland   | Falk Huste         |
| Somluck Kamsing     | Thailand  | 7-2      | Uzbekistan | Tulkunbay Turgunov |
| Yosvani Aguilera    | Kuba      | 15-8     | Bulgarien  | Yuri Mladenov      |
| Kamil Djamaloudinov | Ryssland  | 15-12    | Mexiko     | Francisco Bojado   |

## Kvartsfinaler
| Boxare              | Land      | Resultat | Land      | Boxare              |
| ------------------- | --------- | -------- | --------- | ------------------- |
| Tahar Tamsamani     | Marocko   | 21-18    | Argentina | Israel Héctor Perez |
| Bekzat Sattarkhanov | Kazakstan | 12-11    | Turkiet   | Ramazan Palyani     |
| Ricardo Juarez      | USA       | RSC-4    | Thailand  | Somluck Kamsing     |
| Kamil Djamaloudinov | Ryssland  | 17-12    | Kuba      | Yosvani Aguilera    |

## Semifinaler
| Boxare              | Land      | Resultat | Land     | Boxare              |
| ------------------- | --------- | -------- | -------- | ------------------- |
| Bekzat Sattarkhanov | Kazakstan | 22-10    | Marocko  | Tahar Tamsamani     |
| Ricardo Juarez      | USA       | 23-12    | Ryssland | Kamil Djamaloudinov |

## Final
| Boxare              | Land      | Resultat | Land | Boxare         |
| ------------------- | --------- | -------- | ---- | -------------- |
| Bekzat Sattarkhanov | Kazakstan | 22-14    | USA  | Ricardo Juarez |